# Notre-Dame-de-l’Assomption (Droyes)

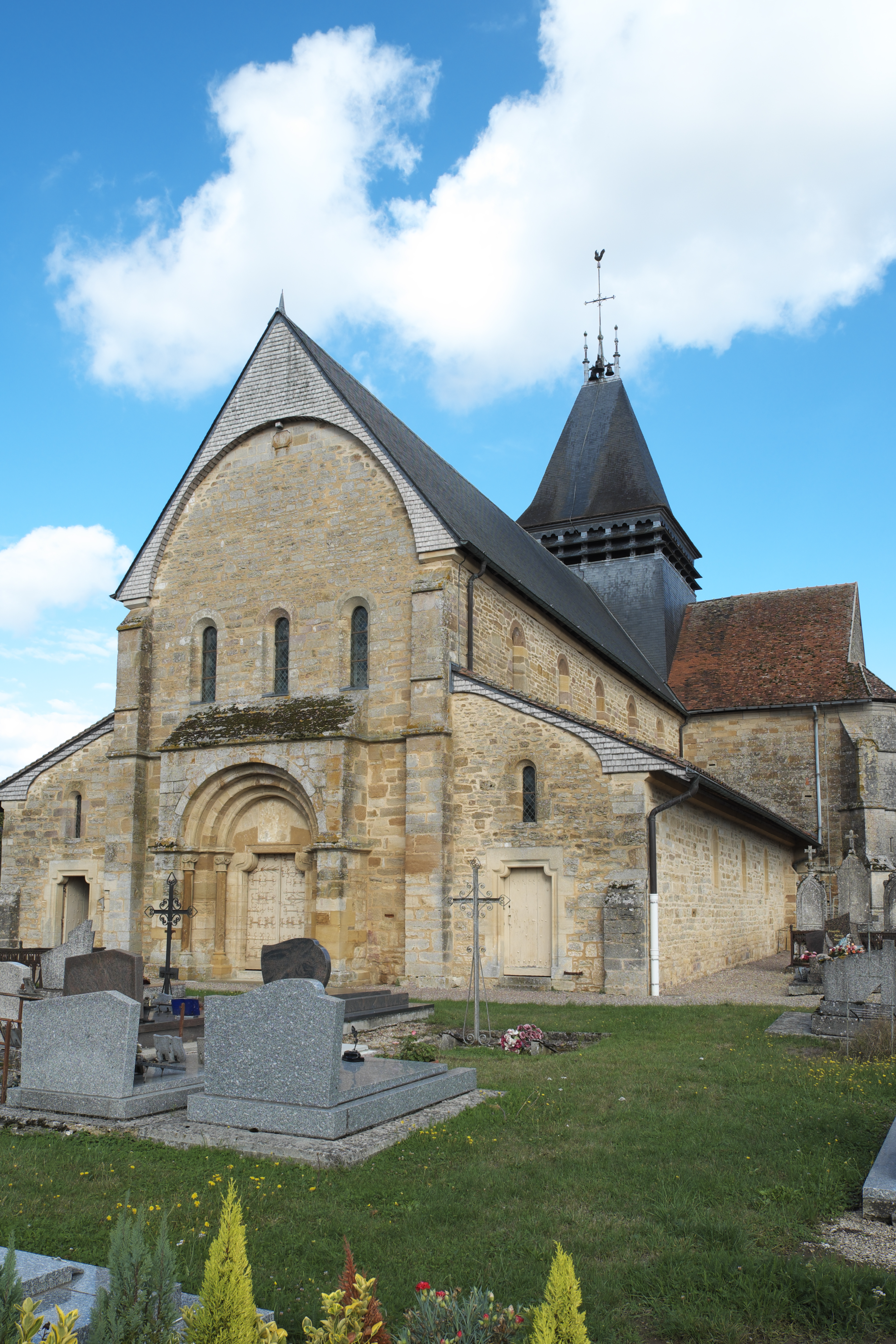
Pfarrkirche Notre-Dame-de-l’Assomption

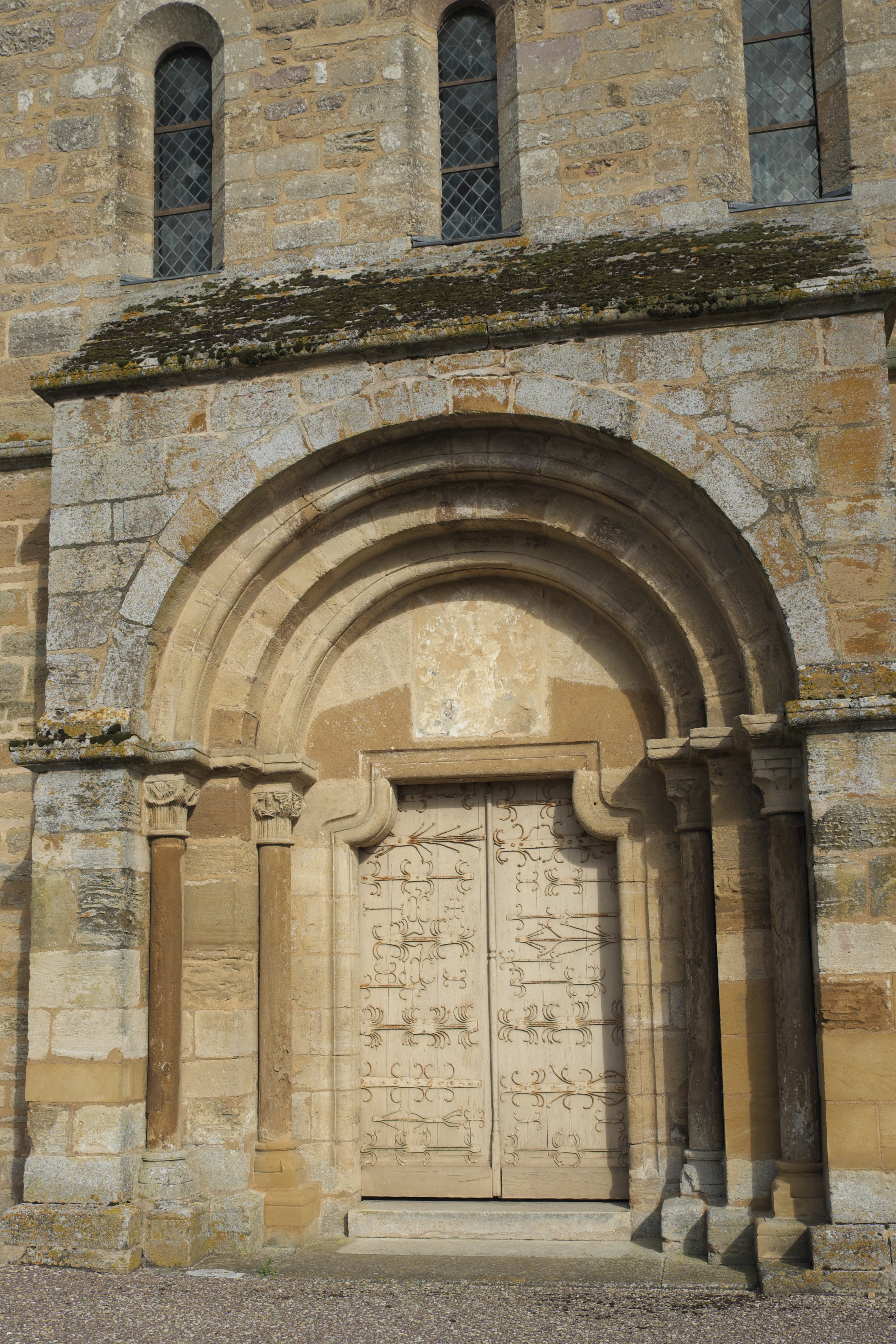
Portal

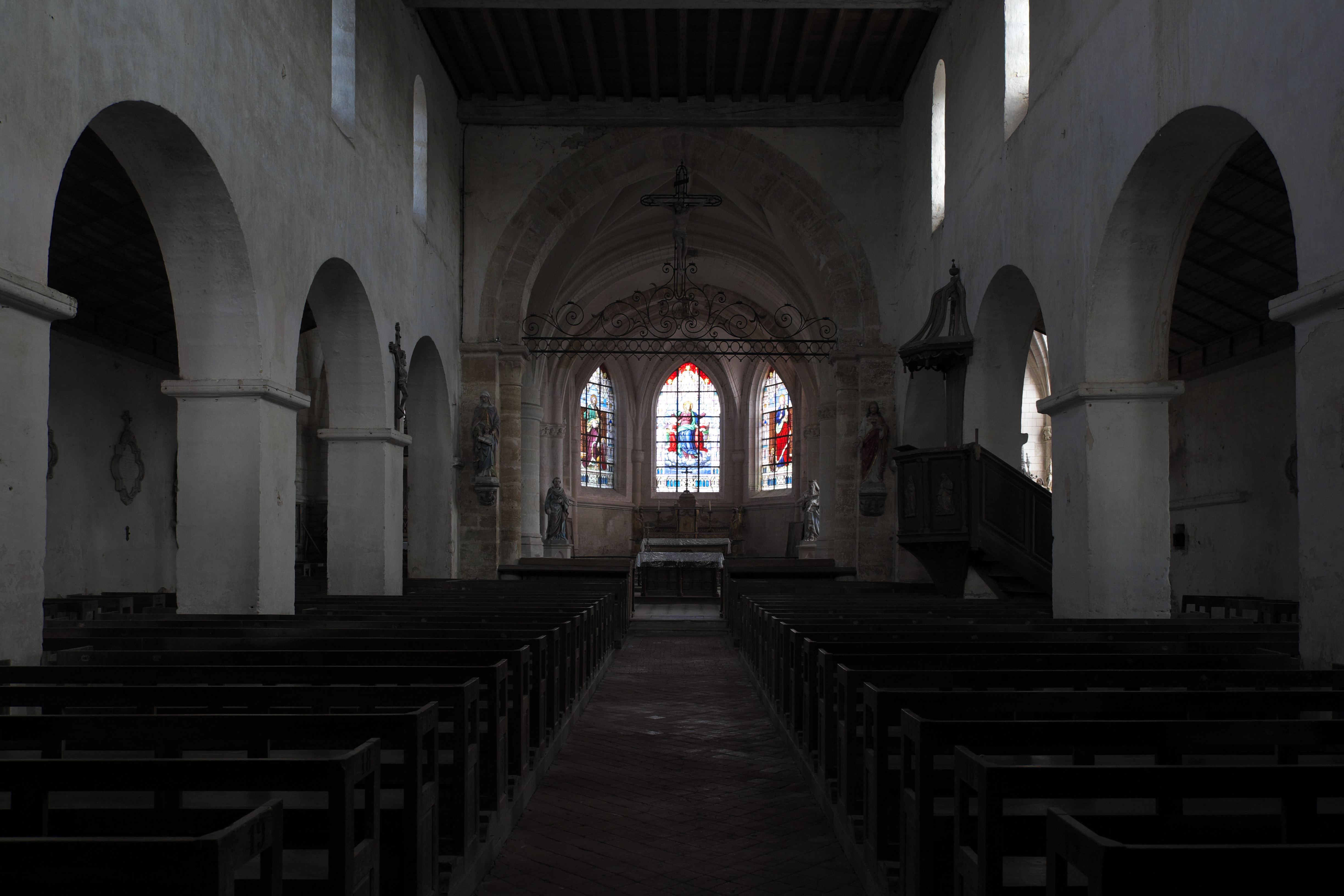
Innenraum

Die katholische Pfarrkirche Notre-Dame-de-l’Assomption in Droyes, einem Ortsteil der Gemeinde Rives Dervoises im Département Haute-Marne in der französischen Region Grand Est, wurde im 11. Jahrhundert errichtet. Von dieser romanischen Kirche sind das Langhaus und die Westfassade erhalten. Im 16. Jahrhundert wurde die Kirche teilweise neu aufgebaut. Aus dieser Zeit besitzt die Kirche noch Bleiglasfenster. Im Jahr 1914 wurde die der Himmelfahrt Mariens geweihte Kirche als Monument historique in die Liste der Baudenkmäler (Base Mérimée) in Frankreich aufgenommen.

## Geschichte
Im Mittelalter gehörte die Kirche zur sieben Kilometer westlich gelegenen Benediktinerabtei von Montier-en-Der. Ursprünglich war die Kirche auch dem heiligen Nikolaus von Myra geweiht. Nach der Erneuerung des Querhauses und des Chors im Jahr 1647 erhielt die Kirche vermutlich ihr heutiges Patrozinium.

## Architektur

### Außenbau
Die Westfassade wird durch kräftige Strebepfeiler gegliedert und von fünf Rundbogenfenstern durchbrochen. Das von schlichten Archivolten überfangene Rundbogenportal ist in einen überdachten Mauervorsprung eingebettet. Es besitzt ein schmuckloses Tympanon, die Kapitelle seiner Säulen sind mit stilisierten Blättern verziert.
Über der Vierung erhebt sich der Glockenturm. Er ist wie der Chor und das Hauptschiff mit Schiefer gedeckt, die Seitenschiffe und die Querhausarme sind mit Ziegeln gedeckt. An der Nordseite des Chors ist die Sakristei angebaut.

### Innenraum

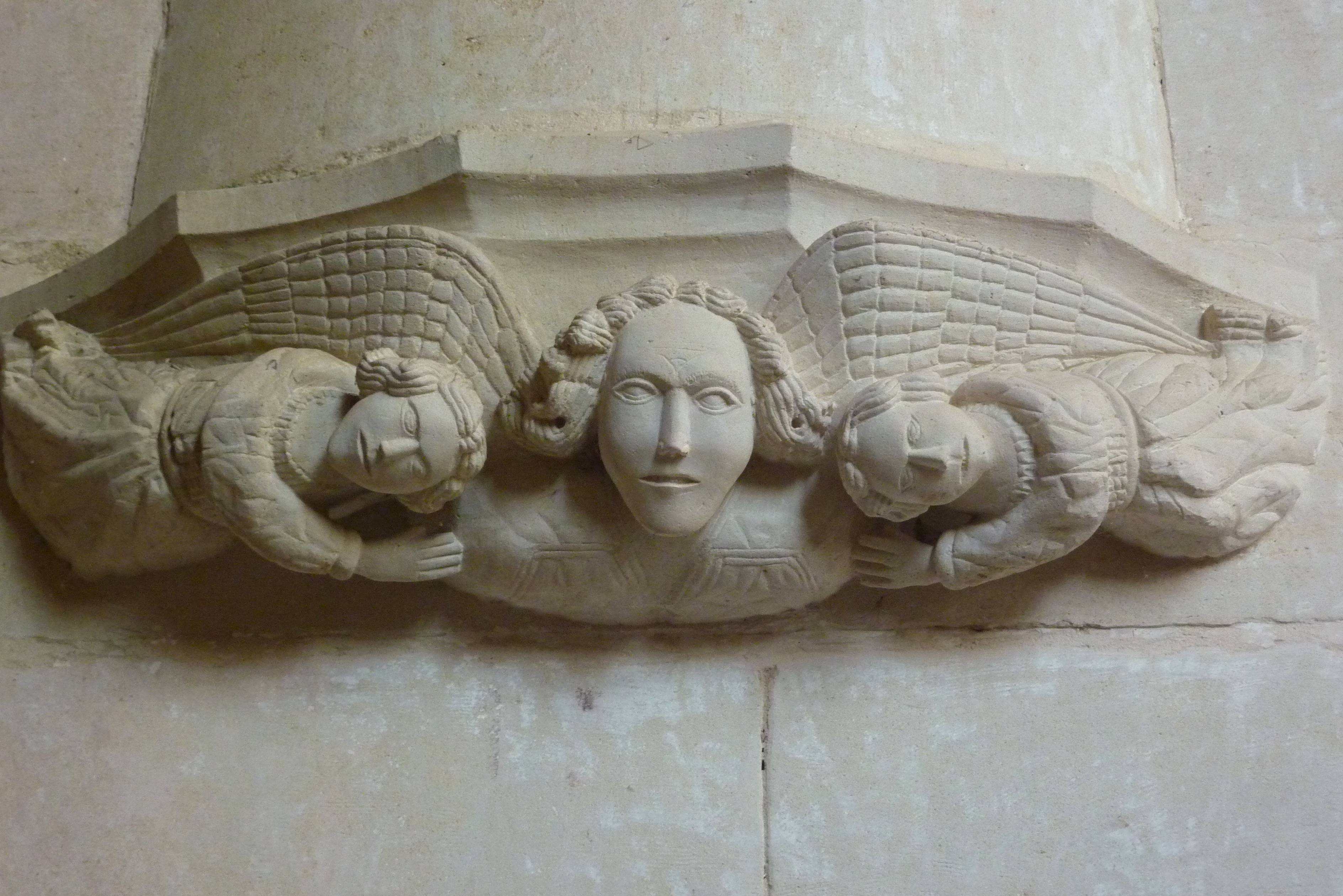
Konsole

Das dreischiffige Langhaus ist in fünf Joche gegliedert. Fünf weite Rundbogenarkaden, die auf kräftigen, rechteckigen Pfeilern aufliegen, öffnen sich zu den beiden Seitenschiffen. Die Pfeiler sind anstelle von Kapitellen mit profilierten Kämpferplatten verziert. Die Mittelschiffwände werden auf beiden Seiten von fünf Rundbogenfenstern durchbrochen, die den Innenraum beleuchten. Das Mittelschiff besitzt eine flache Holzbalkendecke, die Holzdecken der Seitenschiffe sind abgeschrägt.
An das Langhaus schließt sich ein zweischiffiges Querhaus an, das kaum über das Langhaus hinausragt. Es ist wie der Chor und die polygonale Apsis mit einem Kreuzrippengewölbe gedeckt. Zahlreiche Schlusssteine sind mit Engeln, Heiligen und den Evangelistensymbolen skulptiert.

## Bleiglasfenster

### Renaissancefenster
- Das Fenster 5 stellt Episoden aus der Legende des heiligen Nikolaus dar. Es stammt aus der Mitte des 16. Jahrhunderts.[2]
- Das Fenster 6 mit der Darstellung der Wurzel Jesse ist mit der Jahreszahl 1548 datiert. Von dem Fenster ist nur noch der obere Teil der Lanzetten und das Maßwerk erhalten. Es wurde im 19. Jahrhundert stark restauriert.[3]
- Das Fenster 7 mit der Darstellung der Steinigung des heiligen Stephanus stammt aus der Mitte des 16. Jahrhunderts. Es wurde 1863 von den Glasmalern Erdmann und Kremer restauriert.[4]
- Das Fenster 8 weist im Tympanon Fragmente aus der Mitte des 16. Jahrhunderts wie das Christusmonogramm IHS und ein Marienmonogramm auf. Auf den Scheiben der Lanzetten sind links die heilige Cäcilia mit einer Orgel, rechts König David mit einer Harfe und in der Mitte die heilige Mathilde dargestellt. Das dreibahnige Fenster wurde 1867 von den Glasmalern Ermann und Kremer neu gestaltet und trägt deren Signatur.[5]

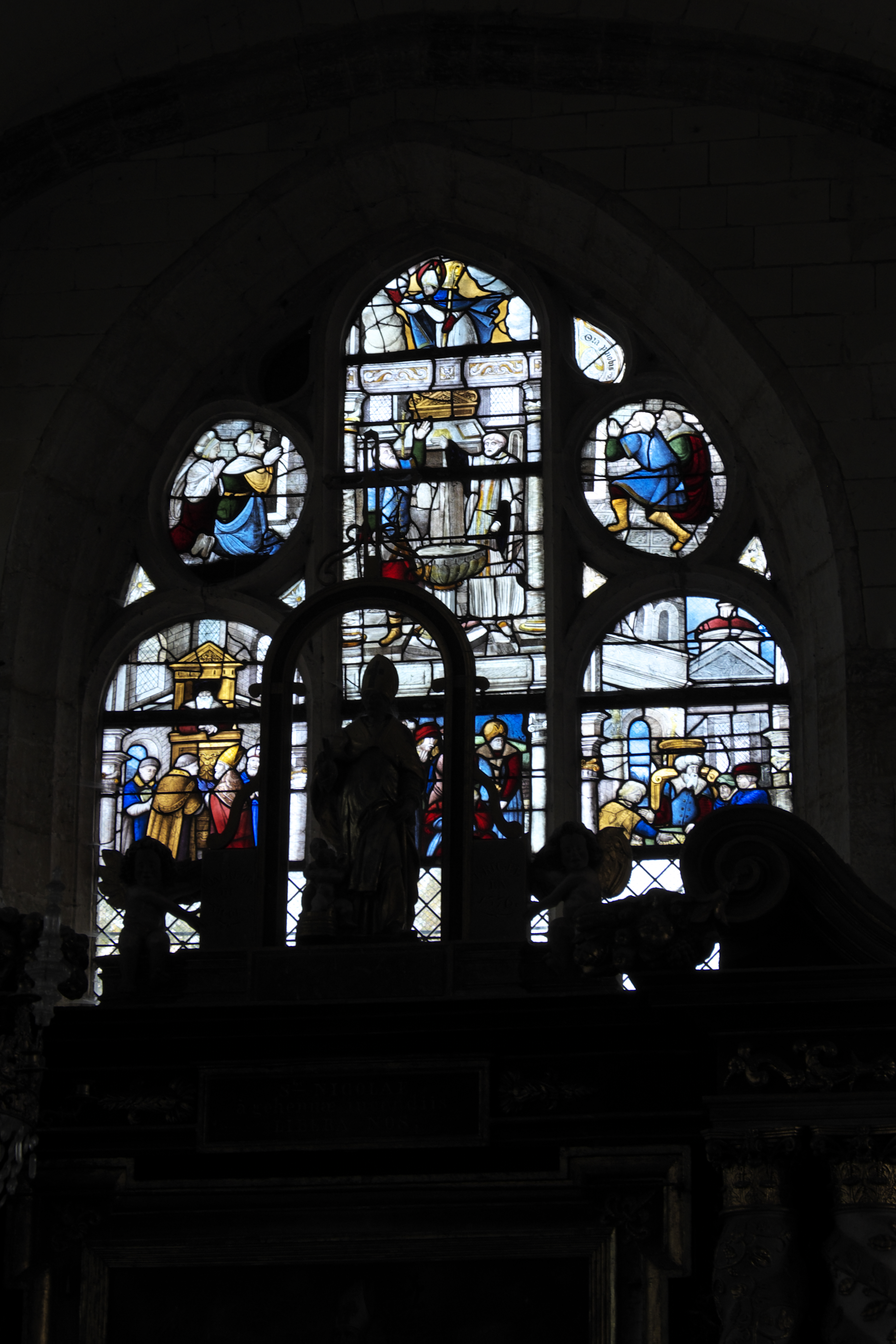
Legende des heiligen Nikolaus
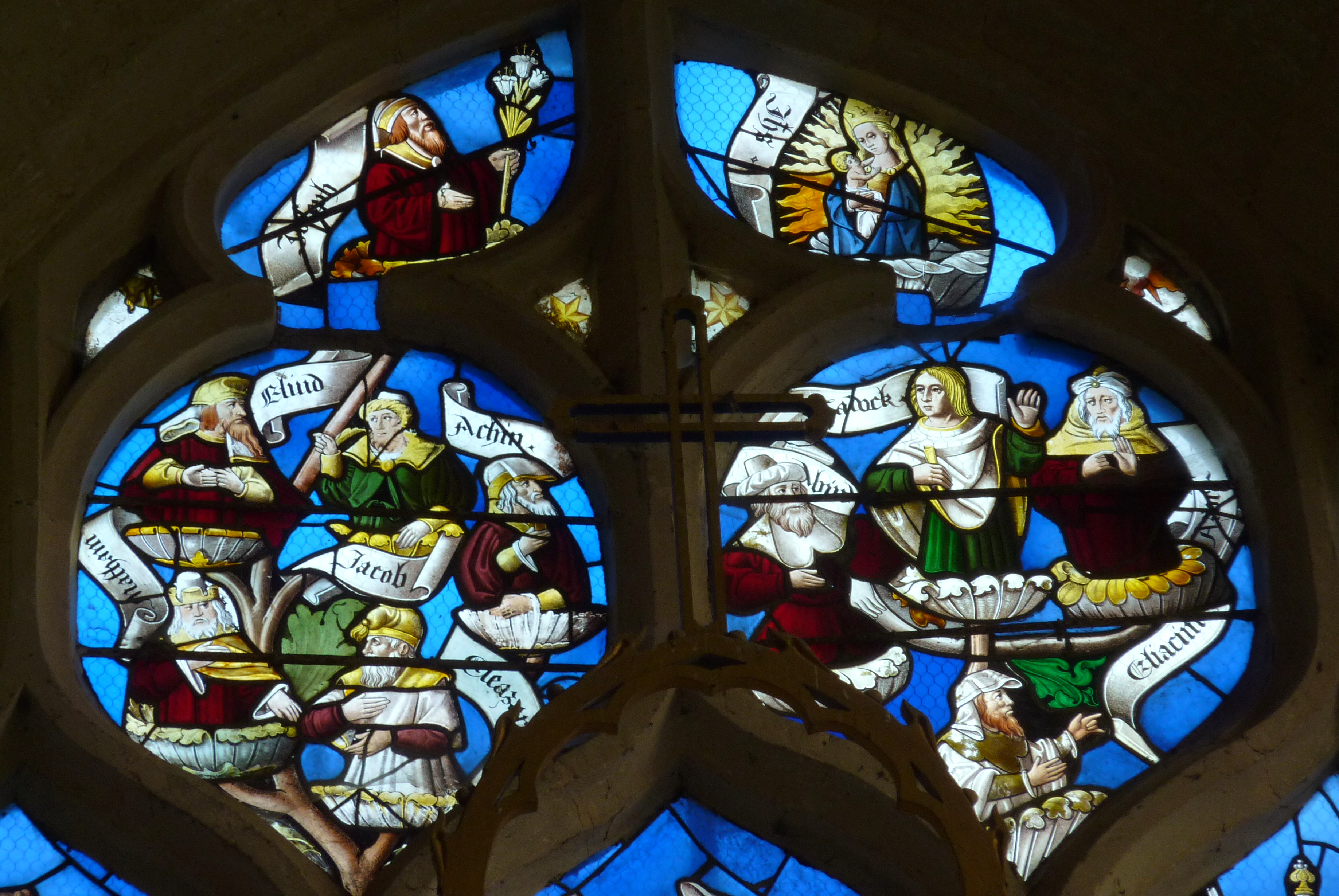
Wurzel Jesse
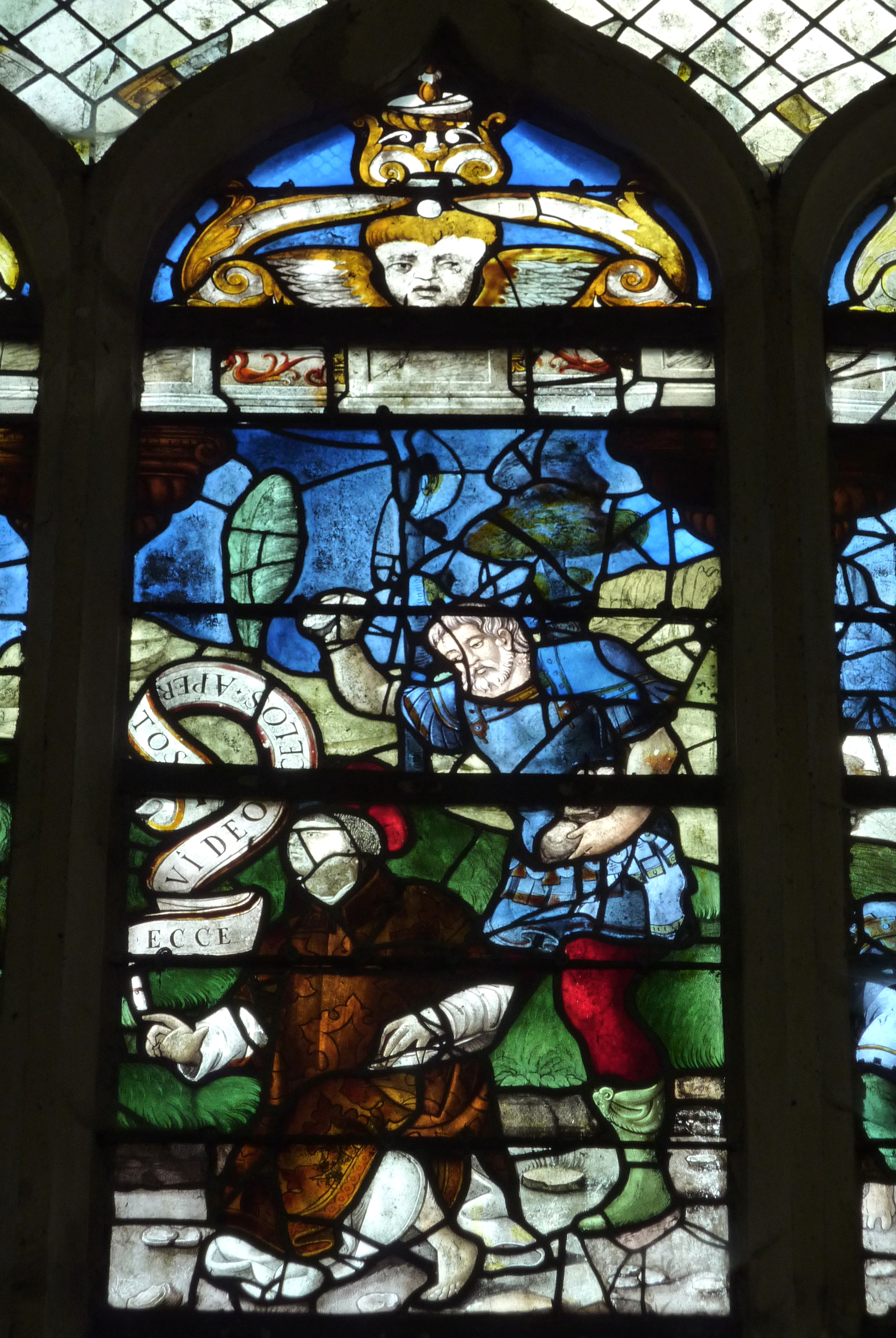
Steinigung des heiligen Stephanus
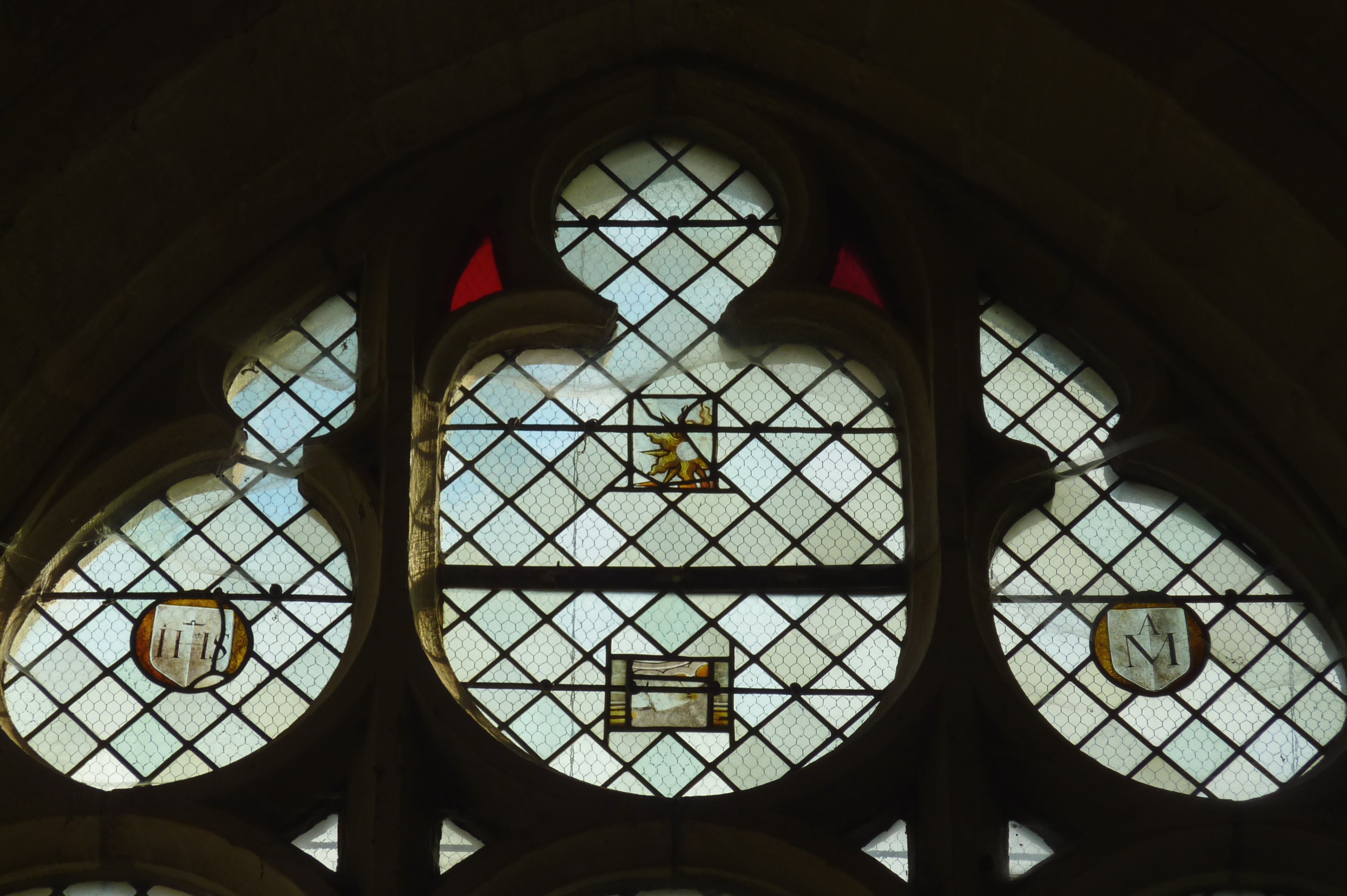
Renaissancefragmente im Tympanon

### Bleiglasfenster aus dem 19.Jahrhundert
Die Bleiglasfenster im Chor stammen aus dem 19. Jahrhundert. Das mittlere Chorfenster ist dem Patrozinium der Kirche gewidmet und stellt die Himmelfahrt Mariens dar. Auf den seitlichen Chorfenstern sind die vier Evangelisten Markus, Matthäus, Lukas und Johannes dargestellt. Das Fenster mit der Darstellung des Evangelisten Markus ist mit einer Widmung und der Jahreszahl 1875 versehen, das Fenster mit der Darstellung des Evangelisten Johannes trägt – wie das Fenster der Himmelfahrt Mariens – die Signatur „G. Erdmann et T. Kremer“ (links unten) und „37 Cité des fleurs. Battignolles Paris 1864“ (rechts unten).

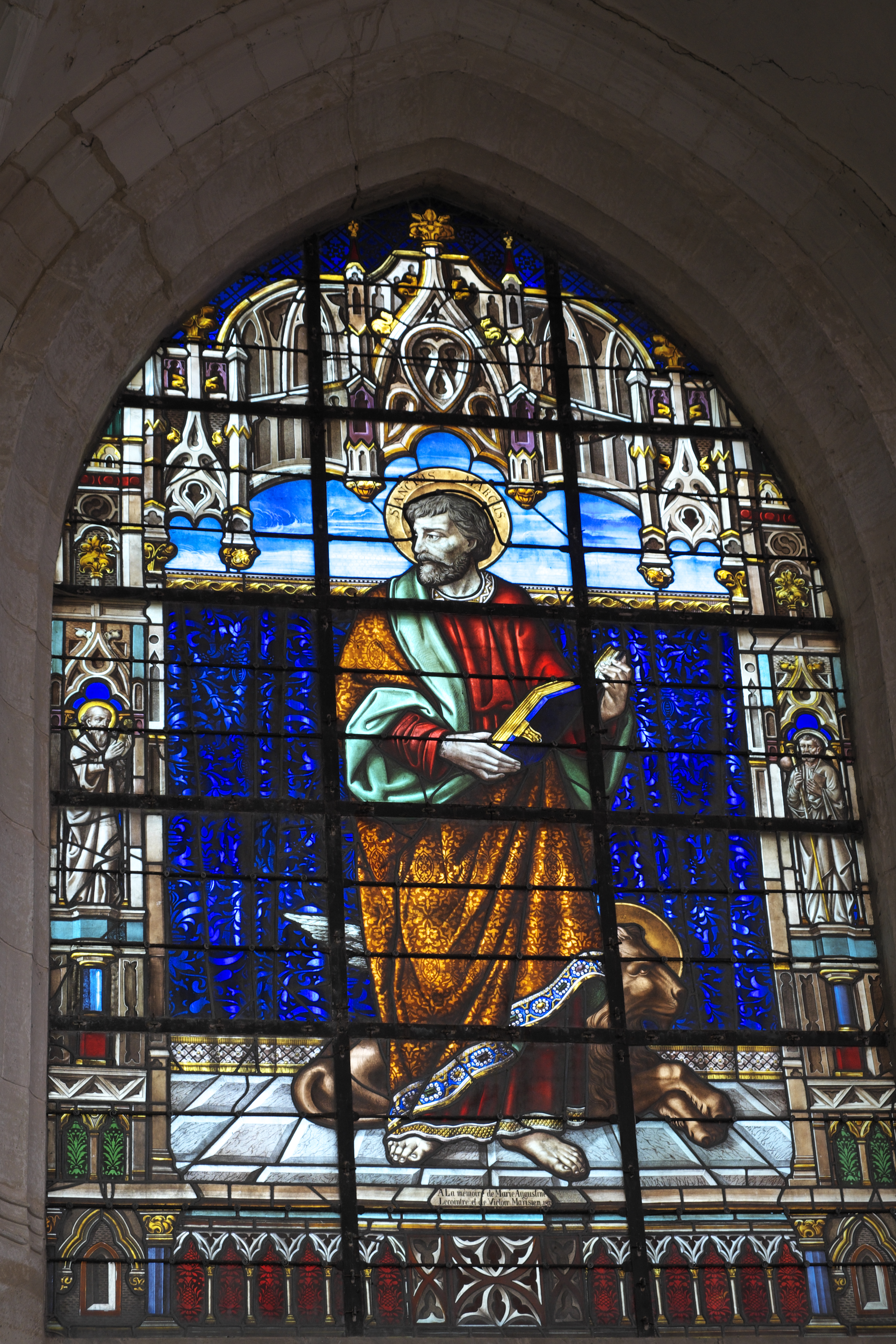
Evangelist Markus
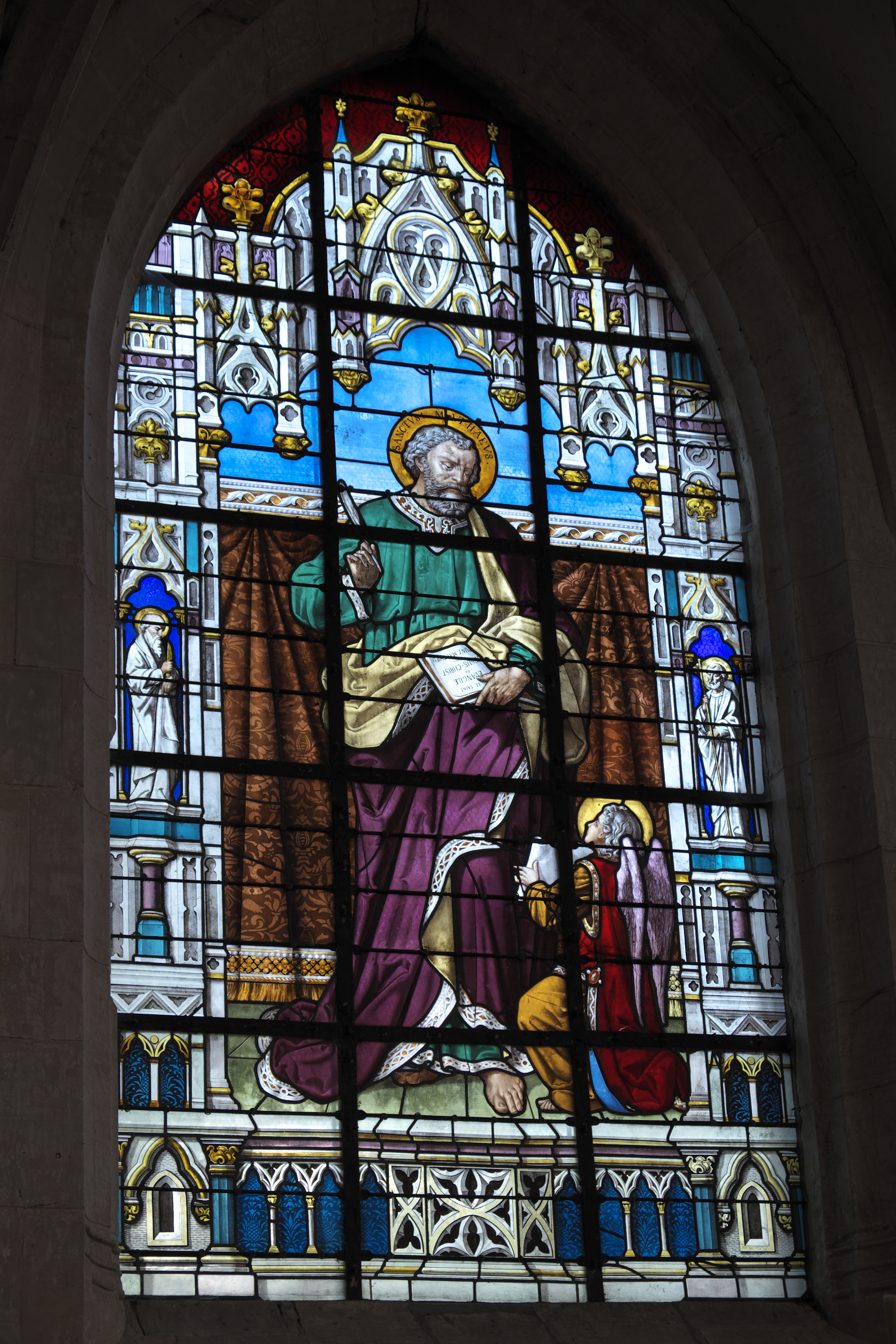
Evangelist Matthäus
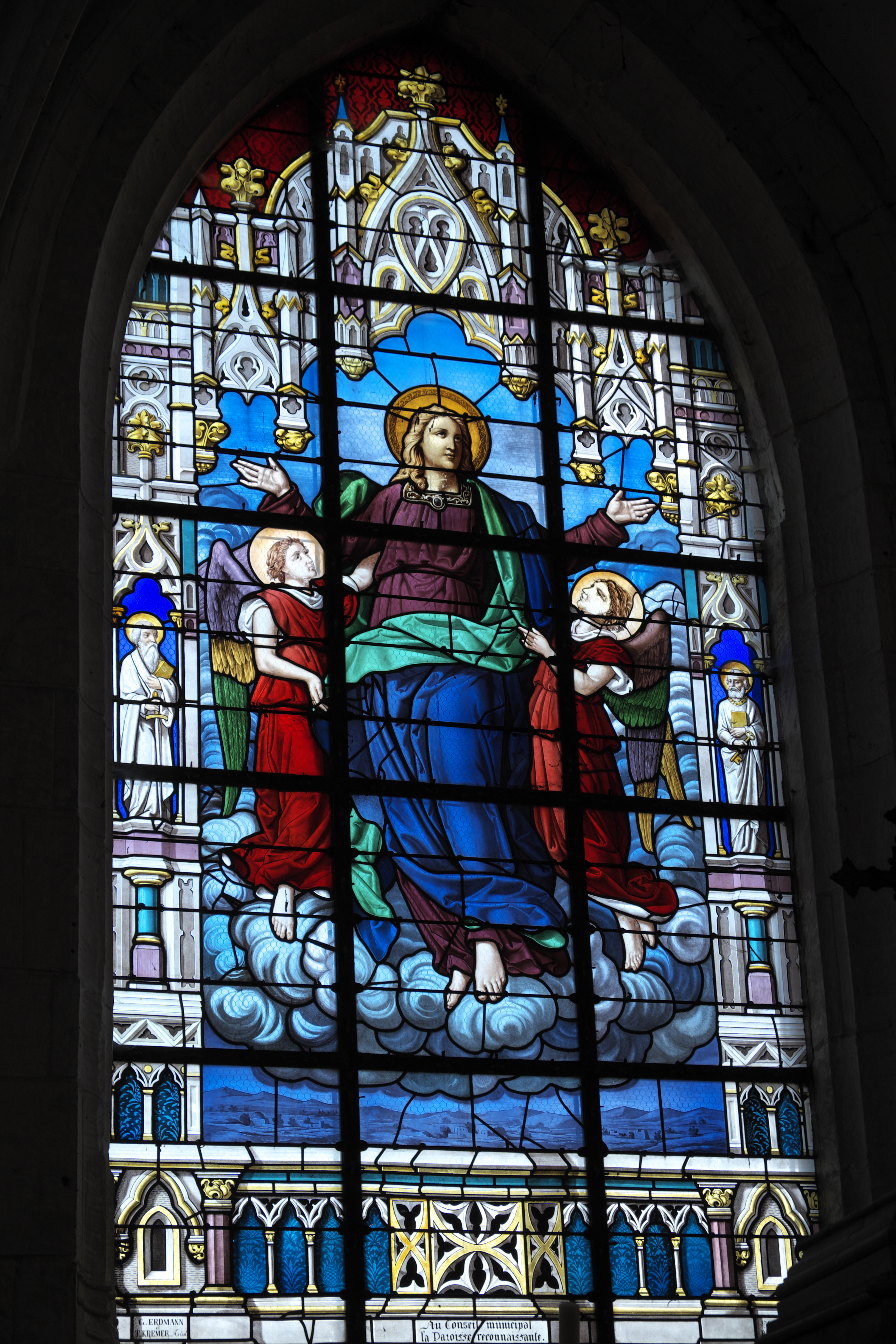
Mariä Himmelfahrt
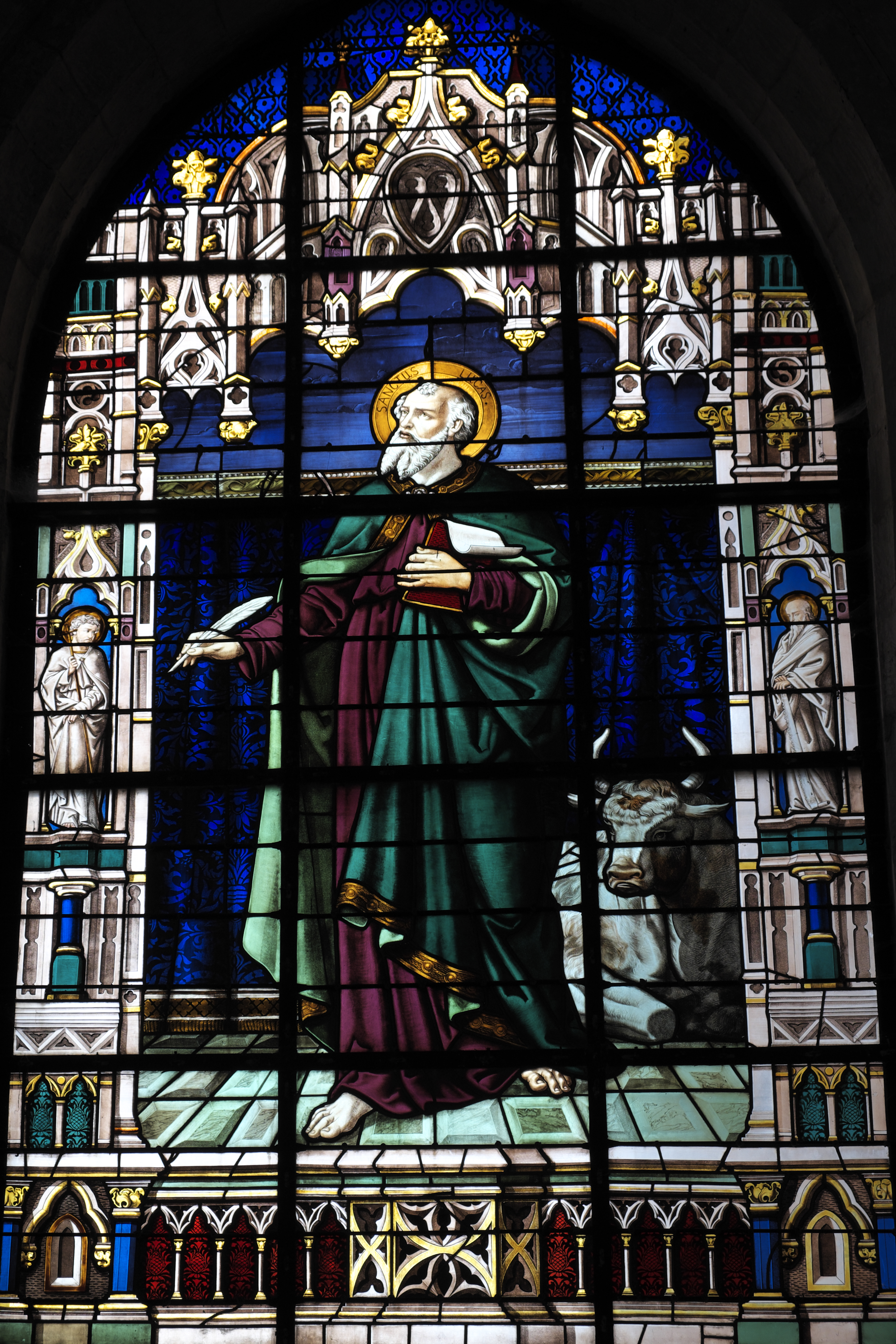
Evangelist Lukas
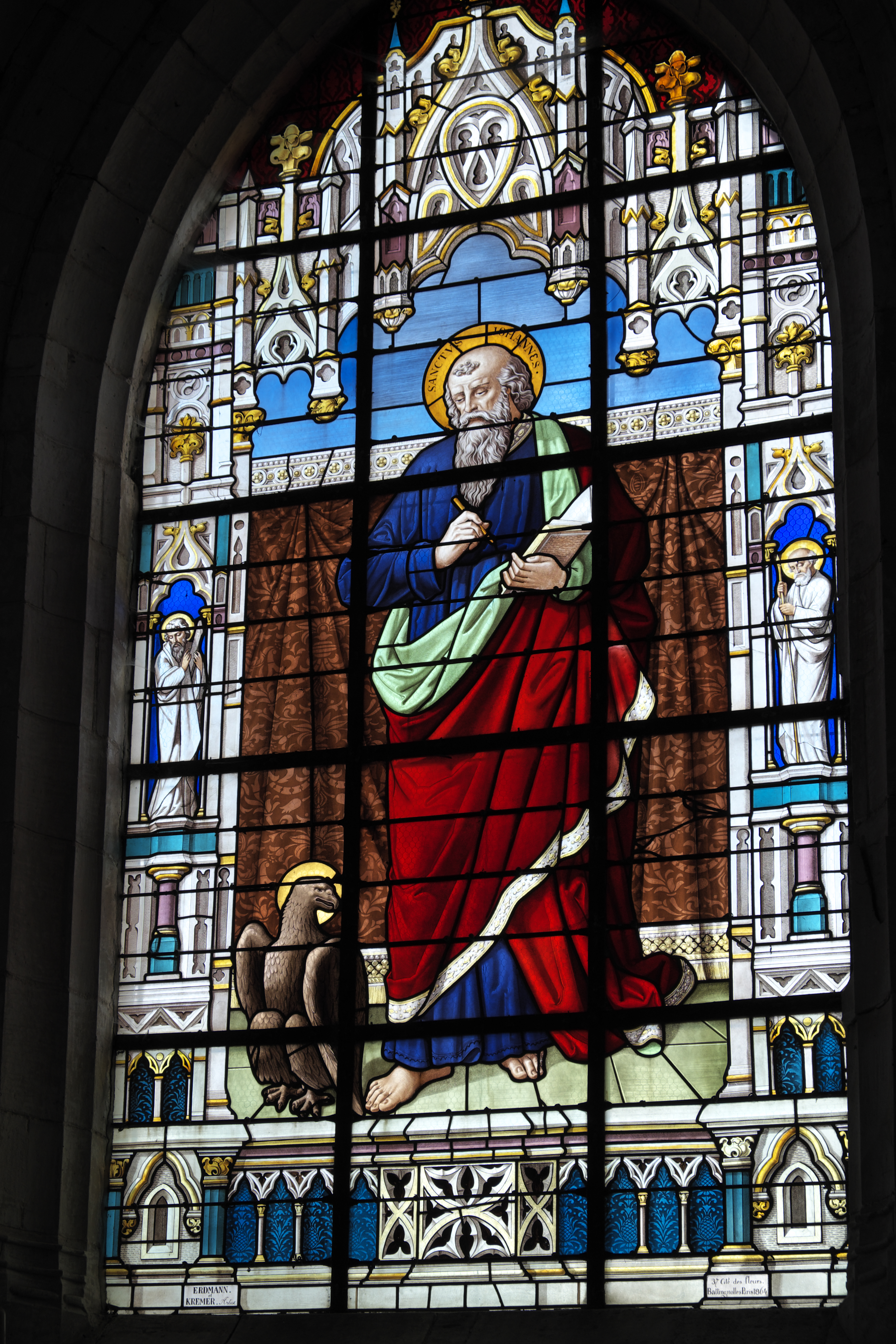
Evangelist Johannes